# Klarnet basowy

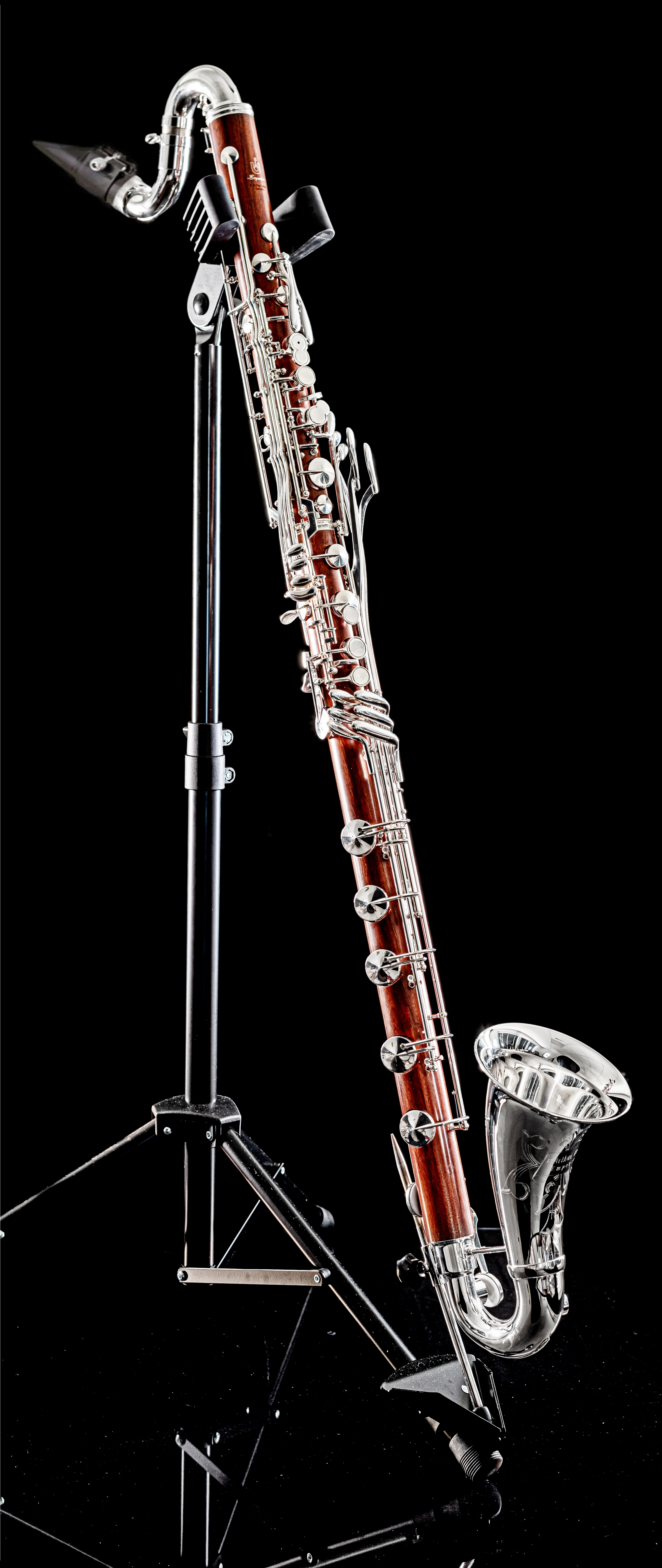
Klarnet basowy do niskiej C

Klarnet basowy (wł. Clarinetto basso, skrót w partyturze Cl.b.) – odmiana klarnetu.

## Budowa
Jest znacznie większy od klarnetu B, posiada czarę głosową charakterystycznie zakrzywioną do góry, podobną do saksofonu. Ponadto posiada tzw. fajkę (analogicznie do saksofonu) w której umieszcza się ustnik. Barwa dźwięku potrafi być zarówno ciemna i ciepła jak i jasna i ostra, klarnet basowy gra o oktawę niżej od klarnetu B.
Klarnet basowy transponuje o nonę wielką w dół, co oznacza, że jest w stroju B (in B).
Skala: w zapisie: es-c³, w brzmieniu Des-b¹ (choć w niektórych modelach można się spotkać z dodatkowymi klapami, z pomocą których można wydobyć niższe dźwięki, aż do C).

## Historia i zastosowanie
Klarnet basowy został zbudowany w 1772 roku przez G. Lota, następnie zmodyfikowany, w 1834 roku, przez Adolfa Saxa, zaczął być stosowany w orkiestrze symfonicznej. W sekcji instrumentów dętych drewnianych, realizuje głosy środkowy lub niski.
Dzięki walorom brzmieniowym i dużej ruchliwości bywa stosowany również solo.